# Rain (Britse band, 2020)
Rain is een Britse rockband binnen de niche progressieve rock, neoprog en artrock.
De band ontstond in 2020 vlak voor of tijdens de coronapandemie van dat jaar. John Jowitt en Andy Edwards kenden elkaar uit de tijd dat ze speelden in IQ (rond 2005). Daarna ging ieder zijn eigen weg. Jowitt speelde in tal van progressieve rockband, Edwards speelde onder meer in Quill. Eind jaren tien zocht Edwards een basgitarist voor Quill, waarin ook de oud-drummer van het Electric Light Orchestra Bev Bevan speelde. Het groeide uit tot de wens een eigen album op te nemen en zelf op te treden. Bevan kwam met de naam Reigns, hetgeen uiteindelijk Rain werd. Via via kwamen ze uit bij gitarist Rob Groucutt, Mirron Webb is een leerling van Edwards. De coronapandemie was een geluk bij een ongeluk. In plaats van het gestroomlijnde opnametraject, was nu ieder lid bezig met zijn eigen werk, hetgeen volgens Jowitt onverwachte wendingen, 
De vier leden kennen een muzikale achtergrond:
- Mirron Webb (zang, gitaar) is afkomstig uit de vrijwel onbekende band Hey Jester
- Rob Groucutt (gitaar, toetsinstrumenten, zang), is zoon van Kelly Groucutt, bassist van het Electric Light Orchestra in hun succesperiode
- John Jowitt (basgitaar), is bassist (geweest) bij Jadis, IQ, Arena en Frost*
- Andy Edwards (drumstel), aanvullend gitaar en toetsen en programmeerwerk, speelde in Priory of Brion, begeleidingsband van Robert Plant en ook in IQ.

## Discografie
- 2020: Singularity
- 2023: Radio silence

Beide albums werden uitgegeven op Giant Electric Pea, platenlabel van Rob Aubrey, betrokken bij werk van IQ, Asia en Big Big Train.